# Brochiloricaria
Brochiloricaria is een geslacht van straalvinnige vissen uit de familie van de harnasmeervallen (Loricariidae).

## Soorten
- Brochiloricaria chauliodon Isbrücker, 1979
- Brochiloricaria macrodon (Kner, 1853)